# Астрономічна обсерваторія Університету Пенджабу
Астрономічна обсерваторія Університету Пенджабу — астрономічна обсерваторія, розташована в Лахорі на кампусі Куейд-і-Азам Університету Пенджабу. Обсерваторією керує кафедра космічних наук університету.

## Історія
Обсерваторія була заснована британським колоніальним урядом у 1932 році і є найстарішою обсерваторією в країні. З моменту заснування обсерваторією керував факультет фізики Пенджабського університету, а 1985 року перейшла в підпорядкування відділу космічних наук, - нового науково-дослідного інституту, в який була реорганізована кафедра астрономії.

## Обладнання
Обсерваторія оснащена семидюймовим (18 см) телескопом-рефрактором і двома меншими телескопами.